# Dreams (LAMP IN TERRENの曲)
「Dreams」（ドリームズ）は、LAMP IN TERRENの2作目の配信限定シングル。2018年4月6日にA-Sketchから配信された。

## 解説
前作「花と詩人」より約3ヶ月ぶりの配信限定シングル。
表題曲の「Dreams」はJ SPORTS 2018 野球中継テーマソング、長崎国際テレビの朝の情報番組「あさじげZ」2018年度テーマソングとなっている。また、とんかつ専門店「濱かつ」の九州エリアでオンエアされるTV-CMにも採用された。
松本 大（Vo/Gt）はこの曲について『この曲は、その中で僕らと聴いてくれる人達が「同じ方を向いて、違う夢を見る」様なイメージで作りました。見る夢は違っていても、この曲の中でなら一緒に追い掛けられるかもしれないと思いました。聴いてもらう中で完成に向かうイメージでもあるので、皆さんと夢を追いかける中でこの曲の意味がより深まっていくと嬉しいです。』とコメントしている。
ジャケットのイラストは松本 大（Vo/Gt）が書き下ろした。

## 収録曲
作詞・作曲∶松本大
1. Dreams [3:36]
  - J SPORTS - 2018 野球中継テーマソング
  - 長崎国際テレビ - 『あさじげZ』2018年度テーマソング
  - 『とんかつ濱かつ』- TV-CMソング

## 収録アルバム
- The Naked Blues（2018年12月5日）
  - Dreams #8